# Rismattvävare
Rismattvävare (Palliduphantes antroniensis) är en spindelart som först beskrevs av Schenkel 1933.  Rismattvävare ingår i släktet Palliduphantes och familjen täckvävarspindlar. Arten är reproducerande i Sverige. Inga underarter finns listade i Catalogue of Life.